# Liste der Kulturdenkmale in Wanzleben-Börde

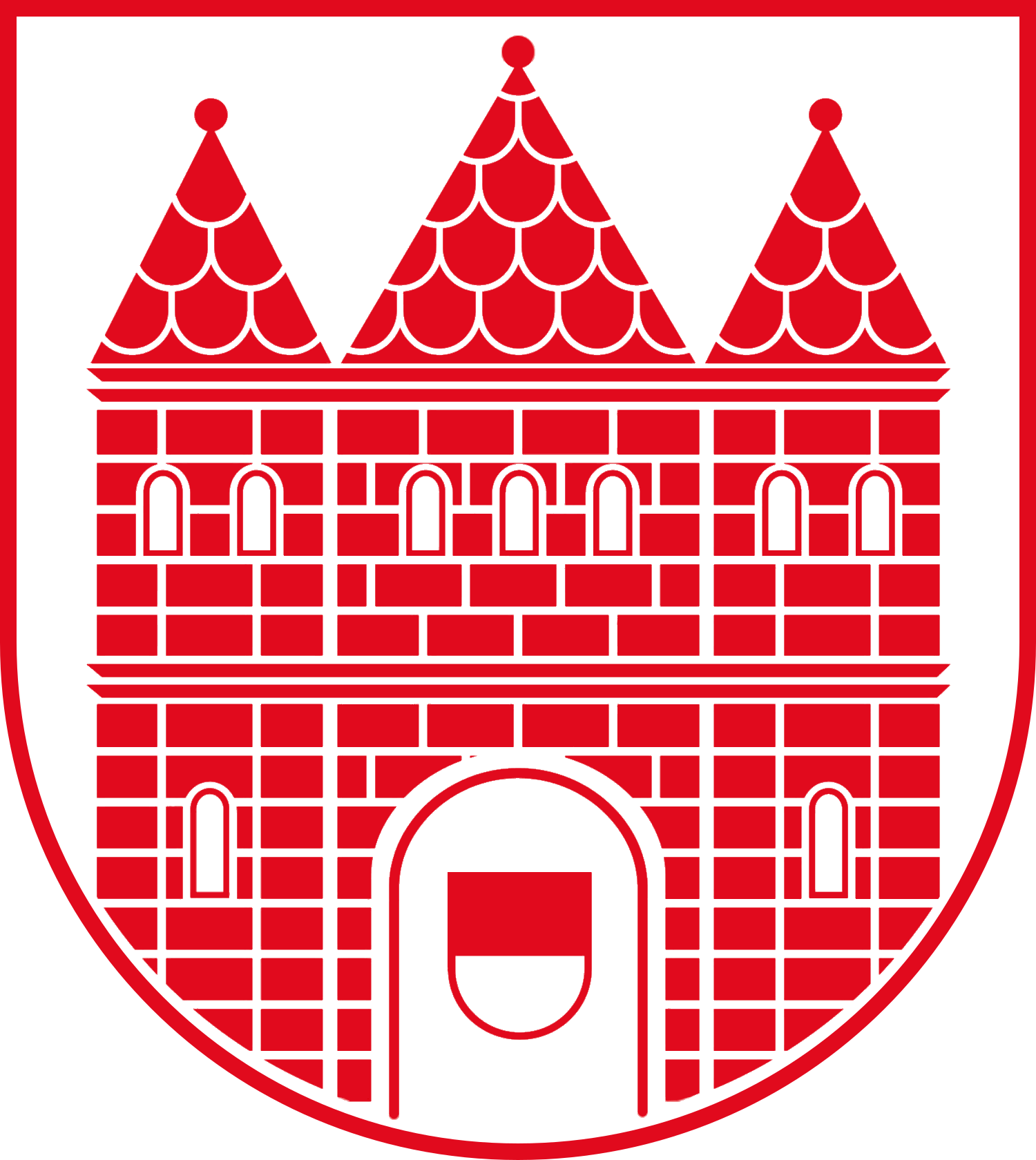
Wappen von Wanzleben-Börde

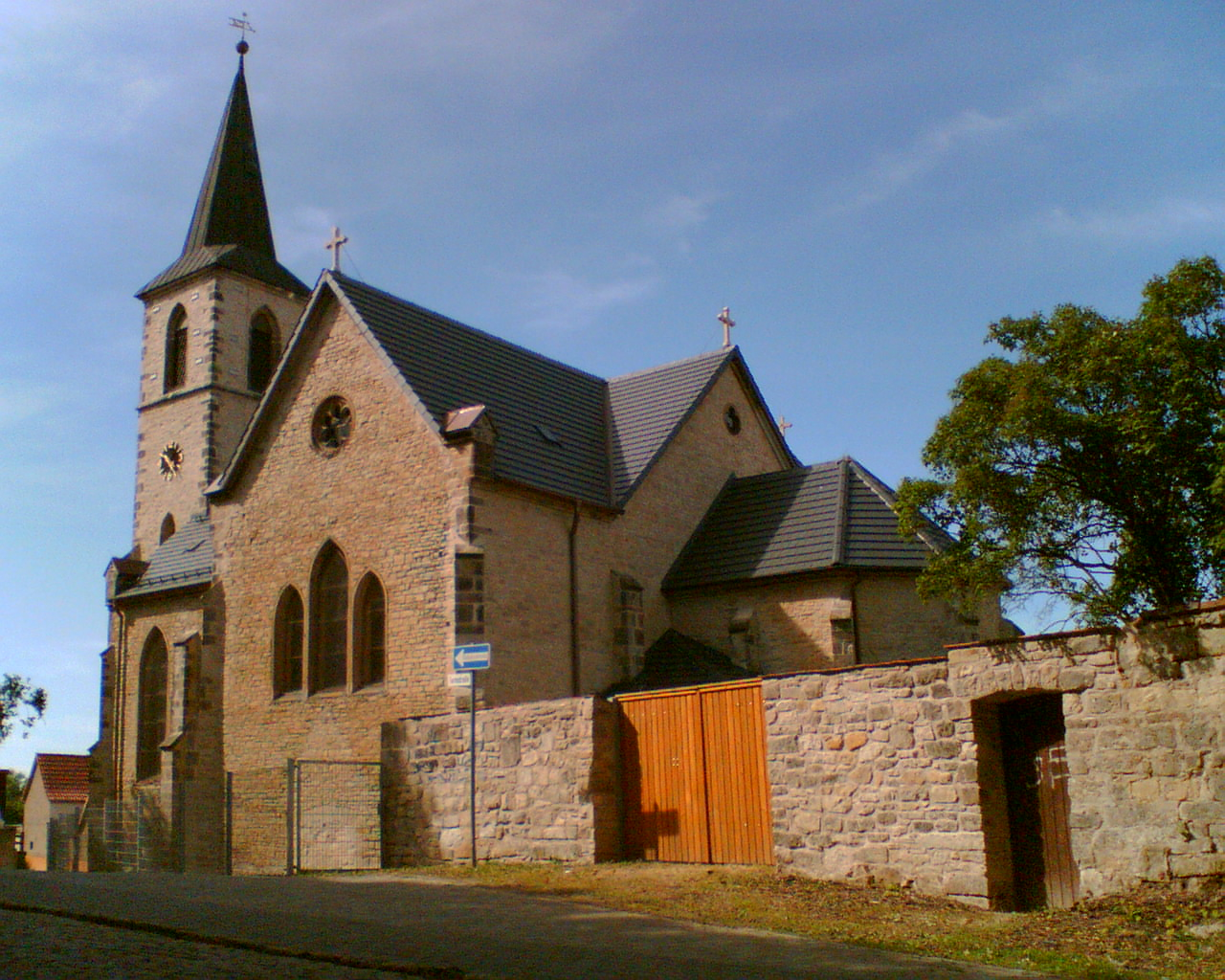
Kirche Klein Wanzleben

In der Liste der Kulturdenkmale in Wanzleben-Börde sind alle Kulturdenkmale der Stadt Wanzleben-Börde (Landkreis Börde) und ihrer Ortsteile aufgelistet. Grundlage ist das Denkmalverzeichnis des Landes Sachsen-Anhalt, das auf Basis des Denkmalschutzgesetzes vom 21. Oktober 1991 erstellt wurde. (Stand 31. Dezember 2023)

## Kulturdenkmale nach Ortsteilen

### Stadt Wanzleben
| Lage                                                                        | Bezeichnung                       | Beschreibung | Erfassungs- nummer | Ausweisungsart               | Bild |
| --------------------------------------------------------------------------- | --------------------------------- | --- | ------------------ | ---------------------------- | --- |
| Koordinaten fehlen! Hilf mit.                                               | Stadtbefestigung                  | | 094 95498          | Baudenkmal                   | |
| Im Feld, nördlich des Ortsteils Stadt Frankfurt (Karte)                     | Warte – Teil der Stadtbefestigung | Blaue Warte – im Feld, nördlich des Ortsteils Stadt Frankfurt, 3,5 Kilometer südwestlich von Wanzleben | 094 11982          | Baudenkmal                   | Warte – Teil der Stadtbefestigung                                                                                              |
| Im Feld, 2,5 Kilometer westlich der Stadt, Richtung Klein Wanzleben (Karte) | Warte – Teil der Stadtbefestigung | Weiße Warte – im Feld, 2,5 Kilometer westlich der Stadt, Richtung Klein Wanzleben | 094 11983          | Baudenkmal                   | [[Vorlage:Bilderwunsch/code!/C:52.0615,11.3975!/D:Im Feld, 2,5 Kilometer westlich der Stadt, Richtung Klein Wanzleben,!/\|BW]] |
| Alte Promenade – Welsche Straße                                             | Stadtgrundriss                    | Der Stadtgrundriss wird beschrieben durch folgende Straßen: - Alte Promenade, - Alte Schmiedestraße, - An der Bergstraße, - Die Lange Straße, - Gute Straße, - Hohe Straße, - Hospitalstraße, - Karnipstraße, - Kirchgang, - Kleine Gartenstraße, - Lindenpromenade, - Markt, - Poststraße, - Ritterstraße, - Rosmarienbergstraße, - Roßstraße, - Rudolf-Breitscheid-Straße, - Sarrstraße, - Schloßplatz, - Schulgang, - Schulpromenade, - Schwanstraße, - Thomas-Müntzer-Weg, - Welsche Straße | 094 95497          | Denkmalbereich               | |
| Alte Schmiedestraße 3 (Karte)                                               | Feuerwache                        | Feuerwache | 094 95467          | Baudenkmal                   | Feuerwache |
| Am Amt 1                                                                    | Burg Wanzleben                    | Burg | 094 11981          | Baudenkmal                   | Weitere Bilder |
| Am Amt 1                                                                    | Park                              | Park | 094 11981 001      | Teilobjekt eines Baudenkmals | Park |
| An der Alten Steinkuhle 9                                                   | Ziegelei                          | Ziegelei | 094 16025          | Baudenkmal                   | |
| An der Bergstraße, Ecke Hohe Straße                                         | Stall                             | Stall | 094 96264          | Baudenkmal                   | Stall |
| Darrhof 4 (Karte)                                                           | Speicher                          | Darrhof | 094 95513          | Baudenkmal                   | Speicher |
| Die Lange Straße 1 (Karte)                                                  | Schule                            | Kühnesche Stiftung | 094 95511          | Baudenkmal                   | Schule |
| Die Lange Straße 19 (Karte)                                                 | Postamt                           | Postamt | 094 95510          | Baudenkmal                   | Postamt |
| Die Lange Straße 20 (Karte)                                                 | Ackerbürgerhof                    | Ackerbürgerhof | 094 95512          | Baudenkmal                   | Ackerbürgerhof |
| Geschwister-Scholl-Platz, im Garten westlich des Hospitals (Karte)          | Kreuzstein                        | Sühnekreuz | 094 11923          | Kleindenkmal                 | Kreuzstein |
| Geschwister-Scholl-Platz (Karte)                                            | Kriegerdenkmal                    | Kriegerdenkmal | 094 95499          | Baudenkmal                   | Kriegerdenkmal |
| Geschwister-Scholl-Platz 2 (Karte)                                          | Hospital                          | Hospital | 094 95500          | Baudenkmal                   | Hospital |
| Gute Straße 4                                                               | Wohnhaus                          | Wohnhaus | 094 95502          | Baudenkmal                   | |
| Hospitalstraße 10 (Karte)                                                   | Wohnhaus                          | Wohnhaus | 094 95503          | Baudenkmal                   | Wohnhaus |
| Hospitalstraße 12 (Karte)                                                   | Wohn- und Geschäftshaus           | Wohn- und Geschäftshaus | 094 95504          | Baudenkmal                   | Wohn- und Geschäftshaus |
| Kirchgang (Karte)                                                           | Kirche                            | Sankt-Jacobi-Kirche | 094 11980          | Baudenkmal                   | Kirche |
| Kirchgang, Schulpromenade 15 (Karte)                                        | Schule                            | Schule | 094 95468          | Baudenkmal                   | Schule |
| Kirchgang 7 (Karte)                                                         | Gemeindehaus                      | Gemeindehaus | 094 95507          | Baudenkmal                   | Gemeindehaus |
| Kirchgang 8 (Karte)                                                         | Wohnhaus                          | Wohnhaus | 094 95508          | Baudenkmal                   | Wohnhaus |
| Kirchgang 9 (Karte)                                                         | Pfarrhaus                         | Unterpfarre | 094 95696          | Baudenkmal                   | Pfarrhaus |
| Kirchgang 10                                                                | Inschriftstein                    | Inschriftstein | 094 95695          | Baudenkmal                   | Inschriftstein |
| Lindenpromenade 25 (Karte)                                                  | Verwaltungsgebäude                | Verwaltungsgebäude | 094 95514          | Baudenkmal                   | Verwaltungsgebäude |
| Lindenpromenade 28 (Karte)                                                  | Grundschule An der Burg           | Schule | 094 95515          | Baudenkmal                   | Grundschule An der Burg |
| Markt (Karte)                                                               | Platz                             | Der Marktplatz ist ein Denkmalbereich | 094 12013          | Denkmalbereich               | Platz |
| Markt 1 (Karte)                                                             | Rathaus Wanzleben                 | Rathaus Wanzleben | 094 11978          | Baudenkmal                   | Rathaus Wanzleben |
| Markt 2 (Karte)                                                             | Portal                            | Portal | 094 12005          | Baudenkmal                   | Portal |
| Pestalozziweg 9                                                             | Wohnhaus                          | Wohnhaus 2020 als Denkmal eingetragen | 107 55028          | Baudenkmal                   | Wohnhaus |
| Poststraße 11 (Karte)                                                       | Ackerbürgerhof                    | Ackerbürgerhof | 094 95518          | Baudenkmal                   | Ackerbürgerhof |
| Rassbachplatz (Karte)                                                       | Brunnen                           | Brunnen | 094 12001          | Baudenkmal                   | Brunnen |
| Ritterstraße 2 (Karte)                                                      | Wohnhaus                          | Wohnhaus | 094 95519          | Baudenkmal                   | Wohnhaus |
| Ritterstraße 3 (Karte)                                                      | Gefängnis                         | Gefängnis | 094 10279          | Baudenkmal                   | Gefängnis |
| Ritterstraße 3 (Karte)                                                      | Gerichtsgebäude                   | Gerichtsgebäude | 094 95520          | Baudenkmal                   | Gerichtsgebäude |
| Ritterstraße 5 (Karte)                                                      | Wohnhaus                          | Wohnhaus | 094 95521          | Baudenkmal                   | Wohnhaus |
| Ritterstraße 6 (Karte)                                                      | Wohnhaus                          | Wohnhaus | 094 95522          | Baudenkmal                   | Wohnhaus |
| Ritterstraße 10 (Karte)                                                     | Wohnhaus                          | Wohnhaus | 094 95524          | Baudenkmal                   | Wohnhaus |
| Ritterstraße 14 (Karte)                                                     | Ackerbürgerhaus                   | Ackerbürgerhaus | 094 12002          | Baudenkmal                   | Ackerbürgerhaus |
| Ritterstraße 18, 19 (Karte)                                                 | Verwaltungsgebäude                | Verwaltungsgebäude | 094 95525          | Baudenkmal                   | Verwaltungsgebäude |
| Ritterstraße 20 (Karte)                                                     | Ackerbürgerhof                    | Ackerbürgerhof | 094 95526          | Baudenkmal                   | Ackerbürgerhof |
| Roßstraße 14 (Karte)                                                        | Wohnhaus                          | Wohnhaus | 094 95529          | Baudenkmal                   | BW |
| Roßstraße 27 (Karte)                                                        | Wohnhaus                          | Wohnhaus | 094 95530          | Baudenkmal                   | Wohnhaus |
| Roßstraße 44 (Karte)                                                        | Verwaltungsgebäude                | Rote Schule | 094 95531          | Baudenkmal                   | Verwaltungsgebäude |
| Roßstraße 46 (Karte)                                                        | Bauernhof                         | Bauernhof | 094 95532          | Baudenkmal                   | Bauernhof |
| Roßstraße 47a (Karte)                                                       | Speicher                          | Speicher | 094 95533          | Baudenkmal                   | Speicher |
| Rudolf-Breitscheid-Straße 7 (Karte)                                         | Gutshaus                          | Kneidlinger-Hof, Schäper-Hof | 094 95716          | Baudenkmal                   | Gutshaus |
| Rudolf-Breitscheid-Straße 8 (Karte)                                         | Ackerbürgerhaus                   | Ackerbürgerhaus | 094 95466          | Baudenkmal                   | Ackerbürgerhaus |
| Schulpromenade, hinter dem Gymnasium                                        | Skulptur                          | Skulptur | 094 12000          | Baudenkmal                   | |
| Schwanstraße 1 (Karte)                                                      | Bürgerhaus                        | Bürgerhaus | 094 11979          | Baudenkmal                   | Bürgerhaus |
| Schwanstraße 5 (Karte)                                                      | Wohnhaus                          | Wohnhaus | 094 95469          | Baudenkmal                   | Wohnhaus |
| Schwanstraße 7 (Karte)                                                      | Bauernhof                         | Bauernhof | 094 95470          | Baudenkmal                   | Bauernhof |
| Schwanstraße 9 (Karte)                                                      | Wohnhaus                          | Wohnhaus | 094 95471          | Baudenkmal                   | Wohnhaus |
| Schwanstraße 10 (Karte)                                                     | Wohnhaus                          | Wohnhaus | 094 95472          | Baudenkmal                   | Wohnhaus |
| Schwanstraße 11 (Karte)                                                     | Bauernhof                         | Bauernhof | 094 95528          | Baudenkmal                   | Bauernhof |
| Schwanstraße 15 (Karte)                                                     | Wohnhaus                          | Wohnhaus | 094 95473          | Baudenkmal                   | Wohnhaus |
| Vor dem hohen Tor                                                           | Friedhof Wanzleben                | Friedhof | 094 95475          | Baudenkmal                   | Friedhof Wanzleben |
| Vor dem hohen Tor 1b                                                        | Niedermühle                       | Mühle | 094 95474          | Baudenkmal                   | Niedermühle |
| Vor dem hohen Tor 2 (Karte)                                                 | Sankt-Bonifatius-Kirche           | Kirche Katholische Kirche, 1865/66 erbaut. | 094 95476          | Baudenkmal                   | Weitere Bilder |
| Vor dem hohen Tor 2 (Karte)                                                 | Pfarrhaus                         | Pfarrhaus | 094 95477          | Baudenkmal                   | Pfarrhaus |
| Vor dem Schloßtor 8, 9                                                      | Schäferei                         | Schäferei | 094 16026          | Baudenkmal                   | Schäferei |

### Bergen
| Lage                               | Bezeichnung                                | Beschreibung              | Erfassungs- nummer | Ausweisungsart               | Bild           |
| ---------------------------------- | ------------------------------------------ | ------------------------- | ------------------ | ---------------------------- | -------------- |
| An der Kommende 43                 | Villa                                      | Villa                     | 094 97445          | Baudenkmal                   |                |
| An der Kommende 44, 45, 46 (Karte) | Komturei Bergen mit der Gutskapelle Bergen | Rittergut Komturei Bergen | 094 95349          | Baudenkmal                   | Weitere Bilder |
| An der Kommende 44, 45, 46         | Gutskapelle Bergen                         | Kirche                    | 094 95349 001      | Teilobjekt eines Baudenkmals |                |

### Blumenberg
| Lage                            | Bezeichnung | Beschreibung | Erfassungs- nummer | Ausweisungsart | Bild           |
| ------------------------------- | ----------- | --- | ------------------ | -------------- | -------------- |
| Am Bahnhof (Karte)              | Bahnhof     | Bahnhof Blumenberg | 094 95481          | Baudenkmal     | Weitere Bilder |
| Am Bahnhof (Karte)              | Wasserturm  | Wasserturm | 094 95482          | Baudenkmal     | Wasserturm     |
| Am Bahnhof 3 (Karte)            | Wohnhaus    | Wohnhaus | 094 95485          | Baudenkmal     | Wohnhaus       |
| Am Bahnhof 4 (Karte)            | Wohnhaus    | Wohnhaus | 094 95484          | Baudenkmal     | Wohnhaus       |
| Hahneberger Weg 18, 18a (Karte) | Bauernhof   | Bauernhof | 094 95487          | Baudenkmal     | Bauernhof      |
| Hahnenberger Weg 8a             | Skulptur    | Schweinemästerin – ehemals vor dem Eingang der Schweinemastanlage, an der Straße von Wanzleben nach Blumenberg, heute (Stand 2013) dort eingelagert | 094 95694          | Baudenkmal     |                |
| Schulstraße 11, 11a (Karte)     | Schule      | Schule | 094 95488          | Baudenkmal     | Schule         |

### Bottmersdorf
| Lage                                                                            | Bezeichnung            | Beschreibung           | Erfassungs- nummer | Ausweisungsart | Bild                   |
| ------------------------------------------------------------------------------- | ---------------------- | ---------------------- | ------------------ | -------------- | ---------------------- |
| Dr.-Hübener-Straße (Karte)                                                      | Kirche                 | Sankt-Andreas-Kirche   | 094 97682          | Baudenkmal     | Weitere Bilder         |
| Dr.-Hübener-Straße 22, 24, 25, 26, 27, 28, 29, 30, 31, 33, 35, 37 (Karte)       | Straßenzug             | Straßenzug             | 094 16037          | Denkmalbereich | Straßenzug             |
| Dr.-Hübener-Straße 22 (Karte)                                                   | Bauernhof              | Bauernhof              | 094 16029´         | Baudenkmal     | Bauernhof              |
| Dr.-Hübener-Straße 31 (Karte)                                                   | Bauernhof              | Bauernhof              | 094 11907          | Baudenkmal     | Weitere Bilder         |
| Dr.-Hübener-Straße 37, 38 (Karte)                                               | Pfarrhof               | Pfarrhof               | 094 97683          | Baudenkmal     | Weitere Bilder         |
| Ernst-Thälmann-Platz 4 (Karte)                                                  | Bauernhof              | Bauernhof              | 094 97681          | Baudenkmal     | Bauernhof              |
| Karl-Liebknecht-Straße (Karte)                                                  | Friedhof Bottmersdorf  | Friedhof               | 094 97684          | Baudenkmal     | Weitere Bilder         |
| Karl-Liebknecht-Straße 2 (Karte)                                                | Küsterhof              | Küsterhof              | 094 97685          | Baudenkmal     | Küsterhof              |
| Klein Germersleber Straße, Ecke Karl-Liebknecht-Straße, Umgehungsstraße (Karte) | Transformatorenstation | Transformatorenstation | 094 97686          | Baudenkmal     | Transformatorenstation |
| Walther-Rathenau-Straße 4 (Karte)                                               | Bauernhof              | Bauernhof              | 094 97687          | Baudenkmal     | Bauernhof              |
| Walther-Rathenau-Straße 14 (Karte)                                              | Taubenturm             | Taubenturm             | 094 97688          | Baudenkmal     | Taubenturm             |

### Domersleben
| Lage                                                | Bezeichnung                 | Beschreibung | Erfassungs- nummer | Ausweisungsart | Bild           |
| --------------------------------------------------- | --------------------------- | --- | ------------------ | -------------- | -------------- |
| Friedensstraße (Karte)                              | Sankt-Peter-und-Paul-Kirche | Kirche 1749 bis 1751 errichtete barocke Kirche mit ovalem Grundriss und Westquerturm, nach Einsturz des Kirchendachs im Jahr 1974 offenes Kirchenschiff | 094 96383          | Baudenkmal     | Weitere Bilder |
| Friedensstraße, in der Sankt-Peter-und-Paul-Kirche  | Kreuzstein                  | Kreuzstein sieben Kreuzsteine, in die Sankt-Peter-und-Paul-Kirche umgesetzt                                                                             | 094 11909          | Kleindenkmal   |                |
| Friedensstraße 7 (Karte)                            | Brunnen                     | Brunnen | 094 90350          | Baudenkmal     | Brunnen        |
| Friedensstraße 8 (Karte)                            | Bauernhof                   | Bauernhof | 094 96172          | Baudenkmal     | Weitere Bilder |
| Friedensstraße 10 (Karte)                           | Toranlage                   | Toranlage | 094 96119          | Baudenkmal     | Toranlage      |
| Friedensstraße 40                                   | Pfarrhof                    | Pfarrhof | 094 96384          | Baudenkmal     | Pfarrhof       |
| Gerhart-Hauptmann-Straße 10 (Karte)                 | Scheune                     | Scheune | 094 96177          | Baudenkmal     | Scheune        |
| Heinrich-Mann-Straße, Ecke Hermsdorfer Weg (Karte)  | Kriegerdenkmal Domersleben  | Kriegerdenkmal | 094 96179          | Baudenkmal     | Weitere Bilder |
| Martin-Selber-Straße 4 (Karte)                      | Gutshaus                    | Kulturhaus Dr. J.R. Becher | 094 96173          | Baudenkmal     | Weitere Bilder |
| Martin-Selber-Straße 5                              | Villa                       | Villa | 094 96176          | Baudenkmal     | Villa          |
| Sarrestraße 4                                       | Mühle                       | Mühle | 094 96185          | Baudenkmal     | Mühle          |
| Sarrestraße 6 (Karte)                               | Toranlage                   | Toranlage | 094 96186          | Baudenkmal     | Toranlage      |
| Sarrestraße 18 (Karte)                              | Bauernhof                   | Bauernhof | 094 96187          | Baudenkmal     | Bauernhof      |
| Thomas-Müntzer-Straße, Wanzlebener Straße           | Mauer                       | Mauer | 094 96385          | Baudenkmal     | Mauer          |
| Unter den Linden 6, 7, 8, 9, 10, 11, 12, 13 (Karte) | Straßenzeile                | Straßenzeile | 094 96184          | Denkmalbereich | Straßenzeile   |

### Dreileben
| Lage                                          | Bezeichnung      | Beschreibung                            | Erfassungs- nummer | Ausweisungsart               | Bild           |
| --------------------------------------------- | ---------------- | --------------------------------------- | ------------------ | ---------------------------- | -------------- |
| Bahnhofstraße 11 (Karte)                      | Villa            | Villa                                   | 094 97527          | Baudenkmal                   | Villa          |
| Bahnhofstraße 12 (Karte)                      | Gutshof          | Gutshof                                 | 094 97528          | Baudenkmal                   | BW             |
| Bergener Straße 18 (Karte)                    | Bauernhof        | Koks-Schulzes Hof                       | 094 97529          | Baudenkmal                   | BW             |
| Birkenwinkel (Karte)                          | Kirche           | Dorfkirche Dreileben (St. Jakobi)       | 094 97533          | Baudenkmal                   | Weitere Bilder |
| Birkenwinkel 4 (Karte)                        | Gemeindehaus     | Gemeindehaus                            | 094 97532          | Baudenkmal                   | Gemeindehaus   |
| Dreilebener Bahnhof (Karte)                   | Speicher         | Speicher Otto Ewald                     | 094 97312          | Baudenkmal                   | BW             |
| Dreilebener Bahnhof 20 (Karte)                | Villa            | Villa                                   | 094 97311          | Baudenkmal                   | BW             |
| Lindenstraße 13 (Karte)                       | Wohnhaus         | Wohnhaus                                | 094 97543          | Baudenkmal                   | Wohnhaus       |
| Neue Hauptstraße 14 (Karte)                   | Wohnhaus         | Wohnhaus                                | 094 97530          | Baudenkmal                   | Wohnhaus       |
| Neue Hauptstraße 23 (Karte)                   | Wohnhaus         |                                         | 094 97531          | Baudenkmal                   | Wohnhaus       |
| Parkstraße 3, 5 (Karte)                       | Domäne Dreileben | Domäne Haus Dreileben, Domäne Dreileben | 094 97534          | Baudenkmal                   | Weitere Bilder |
| Parkstraße 3, 5, in der Sachgesamtheit Domäne | Burg             | Burg                                    | 094 97534 001      | Teilobjekt eines Baudenkmals |                |
| Parkstraße 3, 5, in der Sachgesamtheit Domäne | Park             | Park                                    | 094 97534 002      | Teilobjekt eines Baudenkmals |                |
| Pförtchen 2 (Karte)                           | Wohnhaus         | Wohnhaus                                | 094 97535          | Baudenkmal                   | Wohnhaus       |
| Pförtchen 4 (Karte)                           | Bauernhof        | Krümmel-Hof                             | 094 97544          | Baudenkmal                   | Bauernhof      |
| Pförtchen 6 (Karte)                           | Wohnhaus         | Wohnhaus                                | 094 97545          | Baudenkmal                   | Wohnhaus       |

### Eggenstedt
| Lage                          | Bezeichnung    | Beschreibung              | Erfassungs- nummer | Ausweisungsart | Bild           |
| ----------------------------- | -------------- | ------------------------- | ------------------ | -------------- | -------------- |
| Am Teich 1                    | Pfarrhof       | Pfarrhof                  | 094 95348          | Baudenkmal     |                |
| An der Hauptstraße (Karte)    | Kirche         | Dorfkirche Eggenstedt     | 094 12008          | Baudenkmal     | Weitere Bilder |
| An der Hauptstraße (Karte)    | Kriegerdenkmal | Kriegerdenkmal Eggenstedt | 094 97615          | Baudenkmal     | Kriegerdenkmal |
| An der Hauptstraße 30 (Karte) | Rittergut      | Altes Schloß              | 094 11963          | Baudenkmal     | Weitere Bilder |
| An der Hauptstraße 44         | Bauernhaus     | Bauernhaus                | 094 97616          | Baudenkmal     |                |
| An der Hauptstraße 45         | Gasthof        | Gasthof                   | 094 11992          | Baudenkmal     |                |

### Groß Rodensleben
| Lage | Bezeichnung | Beschreibung       | Erfassungs- nummer | Ausweisungsart | Bild           |
| --- | ----------- | ------------------ | ------------------ | -------------- | -------------- |
| Am Löschteich 6 (Karte)                                                                                                | Schule      | Schule             | 094 97646          | Baudenkmal     | Schule         |
| Bauernstraße 4 (Karte)                                                                                                 | Bauernhof   | Bauernhof          | 094 97636          | Baudenkmal     | Weitere Bilder |
| Lange Straße (Karte)                                                                                                   | Kirche      | Sankt-Petri-Kirche | 094 97644          | Baudenkmal     | Weitere Bilder |
| Lange Straße 3 (Karte)                                                                                                 | Pfarrhof    | Pfarrhof           | 094 97638          | Baudenkmal     | Weitere Bilder |
| Lange Straße 6 (Karte)                                                                                                 | Bauernhof   | Bauernhof          | 094 97639          | Baudenkmal     | Weitere Bilder |
| Lange Straße 25, Ecke Schäferwinkel (Karte)                                                                            | Scheune     | Scheune            | 094 97642          | Baudenkmal     | Weitere Bilder |
| Lange Straße 37 (Karte)                                                                                                | Bauernhof   | Bauernhof          | 094 95388          | Baudenkmal     | BW             |
| Lange Straße 38 (Karte)                                                                                                | Bauernhof   | Bauernhof          | 094 97643          | Baudenkmal     | Bauernhof      |
| Zur Magdeburger Straße, im Feld zwischen Zur Magdeburger Straße und Am Löschteich, Ortsausgang Richtung Bergen (Karte) | Mühle       | Mühle              | 094 11930          | Baudenkmal     | Weitere Bilder |
| Zur Magdeburger Straße 53                                                                                              | Villa       | Villa              | 094 97645          | Baudenkmal     |                |

### Hemsdorf
| Lage                                 | Bezeichnung | Beschreibung        | Erfassungs- nummer | Ausweisungsart | Bild   |
| ------------------------------------ | ----------- | ------------------- | ------------------ | -------------- | ------ |
| Bergstraße                           | Grabmal     | Grabmal             | 094 97325          | Baudenkmal     |        |
| Bergstraße (Karte)                   | Kirche      | Dorfkirche Hemsdorf | 094 97166          | Baudenkmal     | Kirche |
| Schrotestraße 4 (Karte)              | Toranlage   | Toranlage           | 094 97326          | Baudenkmal     | BW     |
| Schrotestraße 15, 16, 17, 18 (Karte) | Gutshof     | Hof Raecke          | 094 97327          | Baudenkmal     | BW     |

### Hohendodeleben
| Lage                                                           | Bezeichnung                        | Beschreibung                                                  | Erfassungs- nummer | Ausweisungsart | Bild                               |
| -------------------------------------------------------------- | ---------------------------------- | ------------------------------------------------------------- | ------------------ | -------------- | ---------------------------------- |
| Abendstraße 2, 3                                               | Bauernhof                          | Bauernhof                                                     | 094 80213          | Baudenkmal     | Bauernhof                          |
| Abendstraße 16                                                 | Bauernhaus                         | Bauernhaus                                                    | 094 80215          | Baudenkmal     | Bauernhaus                         |
| Abendstraße 17                                                 | Gutshaus                           | Gutshaus                                                      | 094 80216          | Baudenkmal     | Gutshaus                           |
| Abendstraße 18                                                 | Bauernhof                          | Bauernhof                                                     | 094 80217          | Baudenkmal     | Bauernhof                          |
| Kleine Straße, Ecke Matthissonstraße, auf dem Kirchhof (Karte) | Kriegerdenkmal Hohendodeleben      | Kriegerdenkmal für die Gefallenen der Kriege 1866 und 1870/71 | 094 80212          | Baudenkmal     | Kriegerdenkmal Hohendodeleben      |
| Kleine Straße 1                                                | Pfarrhaus                          | Pfarrhaus                                                     | 094 11902          | Baudenkmal     | Pfarrhaus                          |
| Kleine Straße 9                                                | Toranlage                          | Toranlage                                                     | 094 80218          | Baudenkmal     | Toranlage                          |
| Kleine Straße 10                                               | Bauernhof                          | Bauernhof                                                     | 094 80219          | Baudenkmal     | Bauernhof                          |
| Kleine Straße 11                                               | Wohnhaus                           | Wohnhaus                                                      | 094 80220          | Baudenkmal     | Wohnhaus                           |
| Kleine Straße 20                                               | Bauernhof                          | Bauernhof                                                     | 094 80221          | Baudenkmal     | Bauernhof                          |
| Kleine Straße 21                                               | Toranlage                          | Toranlage                                                     | 094 80222          | Baudenkmal     | Toranlage                          |
| Kleine Straße 26                                               | Toranlage                          | Toranlage                                                     | 094 80223          | Baudenkmal     | Toranlage                          |
| Langenweddinger Straße 23                                      | Wohnhaus Langenweddinger Straße 23 | Wohnhaus                                                      | 094 80235          | Baudenkmal     | Wohnhaus Langenweddinger Straße 23 |
| Magdeburger Straße 18                                          | Wohnhaus Magdeburger Straße 18     | Wohnhaus                                                      | 094 80224          | Baudenkmal     | Wohnhaus Magdeburger Straße 18     |
| Magdeburger Straße 24                                          | Wohnhaus                           | Wohnhaus                                                      | 094 80225          | Baudenkmal     | Wohnhaus                           |
| Magdeburger Straße 28                                          | Wohnhaus                           | Wohnhaus                                                      | 094 80226          | Baudenkmal     | Wohnhaus                           |
| Magdeburger Straße 70                                          | Wohn- und Bürohaus                 | Wohn- und Bürohaus                                            | 094 80229          | Baudenkmal     | Wohn- und Bürohaus                 |
| Matthissonstraße (Karte)                                       | Sankt-Petrus-und-Paulus-Kirche     | Kirche                                                        | 094 80211          | Baudenkmal     | Weitere Bilder                     |
| Matthissonstraße (Karte)                                       | Kriegerdenkmal Hohendodeleben      | Kriegerdenkmal für die Gefallenen des Ersten Weltkriegs       | 094 98196          | Baudenkmal     | Kriegerdenkmal Hohendodeleben      |
| Matthissonstraße 4                                             | Toranlage                          | Toranlage                                                     | 094 80214          | Baudenkmal     | Toranlage                          |
| Matthissonstraße 10                                            | Wohnhaus                           | Wohnhaus                                                      | 094 80231          | Baudenkmal     | Wohnhaus                           |
| Matthissonstraße 15                                            | Gutshof                            | Gutshof                                                       | 094 80232          | Baudenkmal     | Gutshof                            |
| Matthissonstraße 17                                            | Wohnhaus                           | Wohnhaus                                                      | 094 80233          | Baudenkmal     | Wohnhaus                           |
| Matthissonstraße 31                                            | Wohnhaus                           | Wohnhaus                                                      | 094 80234          | Baudenkmal     | Wohnhaus                           |
| Mittelstraße 5                                                 | Wohnhaus                           | Wohnhaus                                                      | 094 80236          | Baudenkmal     | Wohnhaus                           |

### Klein Germersleben
| Lage                                           | Bezeichnung                       | Beschreibung                                                                 | Erfassungs- nummer | Ausweisungsart | Bild           |
| ---------------------------------------------- | --------------------------------- | ---------------------------------------------------------------------------- | ------------------ | -------------- | -------------- |
| Dorfstraße 12 (Karte)                          | Bauernhof                         | Bauernhof                                                                    | 094 96672          | Baudenkmal     | Bauernhof      |
| Dorfstraße 23 (Karte)                          | Wohnhaus                          | Wohnhaus                                                                     | 094 96670          | Baudenkmal     | Wohnhaus       |
| Dorfstraße 35 (Karte)                          | Gutshof                           | Gutshof                                                                      | 094 96671          | Baudenkmal     | Gutshof        |
| Dorfstraße 37 (Karte)                          | Wohnhaus                          | Wohnhaus                                                                     | 094 96263          | Baudenkmal     | Wohnhaus       |
| Feldstraße 11 c, westlich der Ortslage (Karte) | Windmühle Klein Germersleben      | Mühle, 1949 zur Paltrockwindmühle umgebaute ehemalige Bockwindmühle von 1848 | 094 95726          | Baudenkmal     | Weitere Bilder |
| Kirchstraße (Karte)                            | Sankt-Aegidie-Kirche              | Kirche, evangelischer Kirchenbau von 1899/1900                               | 094 96677          | Baudenkmal     | Weitere Bilder |
| Kirchstraße 1 (Karte)                          | Wohnhaus                          | Wohnhaus                                                                     | 094 96674          | Baudenkmal     | Wohnhaus       |
| Kirchstraße 2 (Karte)                          | Bauernhof                         | Großer Hof                                                                   | 094 96675          | Baudenkmal     | Weitere Bilder |
| Kirchstraße 4 (Karte)                          | Pfarrhaus                         | Pfarrhaus                                                                    | 094 96676          | Baudenkmal     | Pfarrhaus      |
| Zum Friedhof, auf dem Friedhof (Karte)         | Kriegerdenkmal Klein Germersleben | Kriegerdenkmal                                                               | 094 96678          | Baudenkmal     | Weitere Bilder |

### Klein Rodensleben
| Lage                        | Bezeichnung             | Beschreibung | Erfassungs- nummer | Ausweisungsart | Bild                    |
| --------------------------- | ----------------------- | ------------ | ------------------ | -------------- | ----------------------- |
| Bauernende 1                | Bauernhof               | Bauernhof    | 094 96516          | Baudenkmal     | Bauernhof               |
| Bauernende 3                | Wohnhaus                | Wohnhaus     | 094 96526          | Baudenkmal     | Wohnhaus                |
| Bauernende 14               | Zabelscher Hof          | Bauernhof    | 094 95394          | Baudenkmal     | Zabelscher Hof          |
| Hinter der Kirche (Karte)   | Sankt-Pankratius-Kirche | Kirche       | 094 96518          | Baudenkmal     | Sankt-Pankratius-Kirche |
| Hinter der Kirche 2 (Karte) | Schmiede                | Schmiede     | 094 96519          | Baudenkmal     | Weitere Bilder          |
| Krugstraße 4, 4a (Karte)    | Bauernhof               | Bauernhof    | 094 96520          | Baudenkmal     | Weitere Bilder          |
| Krugstraße 11 (Karte)       | Toranlage               | Toranlage    | 094 96521          | Baudenkmal     | Toranlage               |
| Krugstraße 18, 20 (Karte)   | Bauernhof               | Bauernhof    | 094 96522          | Baudenkmal     | Weitere Bilder          |
| Magdeburger Chaussee 3      | Bauernhof               | Bauernhof    | 094 96523          | Baudenkmal     | Bauernhof               |
| Magdeburger Chaussee 7      | Bauernhof               | Bauernhof    | 094 96524          | Baudenkmal     | Bauernhof               |
| Magdeburger Chaussee 8      | Wohnhaus                | Wohnhaus     | 094 96525          | Baudenkmal     | Wohnhaus                |
| Rodenslebener Straße 23     | Wohnhaus                | Wohnhaus     | 094 96517          | Baudenkmal     | Wohnhaus                |
| Zum Teich 3                 | Bauernhof               | Bauernhof    | 094 96261          | Baudenkmal     | Bauernhof               |
| Zum Teich 4                 | Sonnenhof               | Gutshaus     | 094 96515          | Baudenkmal     | Sonnenhof               |

### Zuckerdorf Klein Wanzleben
| Lage                                                              | Bezeichnung                    | Beschreibung                                      | Erfassungs- nummer | Ausweisungsart | Bild |
| ----------------------------------------------------------------- | ------------------------------ | ------------------------------------------------- | ------------------ | -------------- | --- |
| Alte Hauptstraße, Ecke Remkerslebener Straße (Karte)              | Marx-Engels-Lenin-Denkmal      | Denkmal                                           | 094 16138          | Baudenkmal     | Weitere Bilder |
| Alte Hauptstraße (Karte)                                          | Kriegerdenkmal Klein Wanzleben | Kriegerdenkmal 1914/18                            | 094 16137          | Baudenkmal     | Weitere Bilder |
| Alte Hauptstraße 12 (Karte)                                       | Bauernhof                      | Bauernhof                                         | 094 16134          | Baudenkmal     | Bauernhof |
| Alte Hauptstraße 15 (Karte)                                       | Bauernhof                      | Bauernhof                                         | 094 16046          | Baudenkmal     | Bauernhof |
| Alte Hauptstraße 17 (Karte)                                       | Wohn- und Geschäftshaus        | Wohn- und Geschäftshaus                           | 094 16045          | Baudenkmal     | Wohn- und Geschäftshaus                                                                                                 |
| Alte Hauptstraße 39 (Karte)                                       | Wohnhaus                       | Wohnhaus                                          | 094 16140          | Baudenkmal     | Wohnhaus |
| Alte Hauptstraße 41 (Karte)                                       | Villa                          | Gieseckesche Villa                                | 094 16052          | Baudenkmal     | Villa |
| Ampfurther Ring 16, 17 (Karte)                                    | Wohnhaus                       | Friedensburg                                      | 094 16131          | Baudenkmal     | Wohnhaus |
| Ampfurther Ring 50 (Karte)                                        | Pfarrhaus                      | Katholisches Pfarrhaus                            | 094 98094          | Baudenkmal     | BW |
| Ampfurther Ring 50 (Karte)                                        | Kirche                         | Sankt-Josef-Kirche (1908 erbaut, 2016 profaniert) | 094 16049          | Baudenkmal     | Weitere Bilder |
| Bottmersdorfer Straße 9, 10, 11 (Karte)                           | Wohnhaus                       | Wohnhaus                                          | 094 16139          | Baudenkmal     | Wohnhaus |
| Kastanienallee 9, 10, 11, 12 (Karte)                              | Gutshof                        | Rabbethgesche Villa                               | 094 16129          | Baudenkmal     | BW |
| Kastanienallee 15, 16, Lindenallee 41, 42, 43, 44, 45, 46 (Karte) | Straßenzeile                   | Straßenzeile                                      | 094 16128          | Denkmalbereich | [[Vorlage:Bilderwunsch/code!/C:52.07247,11.367826!/D:Kastanienallee 15, 16, Lindenallee 41, 42, 43, 44, 45, 46,!/\|BW]] |
| Lindenallee 3, 4, 5 (Karte)                                       | Fabrik                         | Zuckerfabrik Klein Wanzleben                      | 094 16051          | Denkmalbereich | Weitere Bilder |
| Lindenallee 3 (Karte)                                             | Verwaltungsgebäude             | Verwaltungsgebäude                                | 094 16050          | Baudenkmal     | Weitere Bilder |
| Lindenallee 48, 49 (Karte)                                        | Krankenhaus                    | Landambulatorium Wanzleben                        | 094 16053          | Baudenkmal     | Krankenhaus |
| Magdeburger Landstraße 30 (Karte)                                 | Verwaltungsgebäude             | Haus der Biologie                                 | 094 16042          | Baudenkmal     | BW |
| Magdeburger Landstraße 38 (Karte)                                 | Feuerwache                     | Feuerwache                                        | 094 16044          | Baudenkmal     | Feuerwache |
| Mühlenstraße, Friedhof (Karte)                                    | Feierhalle                     | Feierhalle                                        | 094 16060          | Baudenkmal     | Feierhalle |
| Mühlenstraße, auf dem Friedhof (Karte)                            | Grabmal                        | Grabmal                                           | 094 11997          | Baudenkmal     | Weitere Bilder |
| Mühlenstraße, auf dem Friedhof (Karte)                            | Grabmal                        | Grabmal                                           | 094 97922          | Baudenkmal     | Weitere Bilder |
| Peseckendorfer Straße 9                                           | Wohnhaus                       | Wohnhaus                                          | 094 16127          | Baudenkmal     | |
| Rabbethgestraße 6 (Karte)                                         | Wohnhaus                       | Wohnhaus                                          | 094 16125          | Baudenkmal     | Wohnhaus |
| Rabbethgestraße 16 (Karte)                                        | Wohnhaus                       | Wohnhaus                                          | 094 16124          | Baudenkmal     | Weitere Bilder |
| Rabbethgestraße 17 (Karte)                                        | Wohn- und Geschäftshaus        | Wohn- und Geschäftshaus                           | 094 16123          | Baudenkmal     | Weitere Bilder |
| Rabbethgestraße 18, 19 (Karte)                                    | Wohnhaus                       | Wohnhaus                                          | 094 16055          | Baudenkmal     | Weitere Bilder |
| Rabbethgestraße 24 (Karte)                                        | Pfarrhaus                      | Pfarrhaus                                         | 094 16056          | Baudenkmal     | Pfarrhaus |
| Rabbethgestraße 25 (Karte)                                        | Bauernhof                      | Bauernhof                                         | 094 16058          | Baudenkmal     | Weitere Bilder |
| Rabbethgestraße 26 (Karte)                                        | Bauernhaus                     | Bauernhaus                                        | 094 16059          | Baudenkmal     | Bauernhaus |
| Rabbethgestraße 27 (Karte)                                        | Schule                         | Schule                                            | 094 16122          | Baudenkmal     | Schule |
| Rabbethgestraße 29 (Karte)                                        | Bauernhof                      | Bauernhof                                         | 094 16135          | Baudenkmal     | Weitere Bilder |
| Rudolf-Breitscheid-Ring 41 (Karte)                                | Villa                          | Huch’sche Villa                                   | 094 16120          | Baudenkmal     | BW |
| Turmstraße 8 (Karte)                                              | Sankt-Johannis-Kirche          | Kirche                                            | 094 16057          | Baudenkmal     | Sankt-Johannis-Kirche                                                                                                   |
| Walbecker Straße 7, 8 (Karte)                                     | Wohnhaus                       | Wohnhaus                                          | 094 16119          | Baudenkmal     | BW |

### Meyendorf
| Lage                                         | Bezeichnung       | Beschreibung | Erfassungs- nummer | Ausweisungsart               | Bild           |
| -------------------------------------------- | ----------------- | ------------ | ------------------ | ---------------------------- | -------------- |
| Klosterstraße 1                              | Wohnhaus          | Wohnhaus     | 094 96686          | Baudenkmal                   |                |
| Klosterstraße 02, 03, 36, 37, 38, 39 (Karte) | Kloster Meyendorf | Kloster      | 094 95399          | Baudenkmal                   | Weitere Bilder |
| Klosterstraße, im Klosterkomplex             | Kirche            | Kirche       | 094 95399 001      | Teilobjekt eines Baudenkmals |                |

### Remkersleben
| Lage                        | Bezeichnung          | Beschreibung                | Erfassungs- nummer | Ausweisungsart | Bild           |
| --------------------------- | -------------------- | --------------------------- | ------------------ | -------------- | -------------- |
| Alte Dorfstraße (Karte)     | Sankt-Michael-Kirche | Kirche                      | 094 11971          | Baudenkmal     | Weitere Bilder |
| Alte Dorfstraße 3           | Wohnhaus             | Wohnhaus                    | 094 96679          | Baudenkmal     | Wohnhaus       |
| Alte Dorfstraße 4           | Pfarrhof             | Pfarrhof                    | 094 96680          | Baudenkmal     | Pfarrhof       |
| Lange Hauptstraße 11        | Bauernhof            | Bauernhof                   | 094 96682          | Baudenkmal     | Bauernhof      |
| Lange Hauptstraße 12        | Wohnhaus             | Wohnhaus                    | 094 96683          | Baudenkmal     | Wohnhaus       |
| Lange Hauptstraße 17        | Gasthaus             | Gasthaus                    | 094 11916          | Baudenkmal     | Gasthaus       |
| Lange Hauptstraße 18        | Villa Buchholz       | Wohnhaus                    | 094 96684          | Baudenkmal     | Villa Buchholz |
| Lindenweg, auf dem Friedhof | Kriegerdenkmal       | Kriegerdenkmal Remkersleben | 094 96685          | Baudenkmal     |                |
| Zum Hoppelberg 9            | Bauernhof            | Bauernhof                   | 094 96681          | Baudenkmal     |                |

### Schleibnitz
| Lage                                                                                                  | Bezeichnung    | Beschreibung              | Erfassungs- nummer | Ausweisungsart | Bild           |
| --- | -------------- | ------------------------- | ------------------ | -------------- | -------------- |
| An der Nordwest-Seite der L 50, östlich von Schleibnitz, an der Straße nach Magdeburg-Südwest (Karte) | Distanzstein   | Distanzstein              | 094 11938          | Baudenkmal     | Distanzstein   |
| Geschwister-Scholl-Straße (Karte)                                                                     | Kirche         | Sankt-Stephanus-Kirche    | 094 95490          | Baudenkmal     | Kirche         |
| Hauptstraße, Flur 29, Flurstück 220/11 (Karte)                                                        | Mühle          | Bockwindmühle Schleibnitz | 094 12015          | Baudenkmal     | Weitere Bilder |
| Hauptstraße 32 (Karte)                                                                                | Wohnhaus       | Wohnhaus                  | 094 95493          | Baudenkmal     | Wohnhaus       |
| Hauptstraße 38 (Karte)                                                                                | Bauernhof      | Bauernhof                 | 094 95494          | Baudenkmal     | Bauernhof      |
| Hauptstraße 43 (Karte)                                                                                | Wohnhaus       | Wohnhaus                  | 094 95495          | Baudenkmal     | Wohnhaus       |
| Hauptstraße 45 (Karte)                                                                                | Inschriftstein | Inschriftstein            | 094 95496          | Baudenkmal     | Inschriftstein |
| Hauptstraße 50 (Karte)                                                                                | Bauernhof      | Bauernhof                 | 094 95491          | Baudenkmal     | Bauernhof      |

### Stadt Seehausen
| Lage                                                                                                   | Bezeichnung               | Beschreibung                                          | Erfassungs- nummer | Ausweisungsart | Bild                      |
| --- | ------------------------- | ----------------------------------------------------- | ------------------ | -------------- | ------------------------- |
| Richtung Eggenstedt nach dem letzten Haus, südlich Feldweg, etwa 900 Meter von der Hauptstraße (Karte) | Götterstein von Seehausen | Denkmal                                               | 094 95829          | Baudenkmal     | Götterstein von Seehausen |
| Albert-Nußbaum-Straße, zwischen Nummer 10 und 11                                                       | St.-Laurentius-Kirche     | Kirche                                                | 094 95832          | Baudenkmal     |                           |
| Albert-Nußbaum-Straße (Karte)                                                                          | Kriegerdenkmal            | Kriegerdenkmal                                        | 094 95830          | Baudenkmal     | BW                        |
| Albert-Nußbaum-Straße 9                                                                                | Wohnhaus                  | Wohnhaus                                              | 094 95831          | Baudenkmal     |                           |
| Albert-Nußbaum-Straße 14                                                                               | Bauernhof                 | Bauernhof                                             | 094 95833          | Baudenkmal     |                           |
| Albert-Nußbaum-Straße 16                                                                               | Wohnhaus                  | Wohnhaus                                              | 094 95834          | Baudenkmal     |                           |
| Alte Bahnhofstraße 11                                                                                  | Wohnhaus                  | Wohnhaus                                              | 094 95838          | Baudenkmal     |                           |
| Am Markt 2                                                                                             | Wohnhaus                  | Wohnhaus                                              | 094 95851          | Baudenkmal     |                           |
| Am Markt 4                                                                                             | Toranlage                 | Toranlage                                             | 094 95852          | Baudenkmal     |                           |
| Am Markt 14                                                                                            | Wohnhaus                  | Wohnhaus                                              | 094 95853          | Baudenkmal     |                           |
| Am Markt 17                                                                                            | Pfarrhof                  | Pfarrhof                                              | 094 95854          | Baudenkmal     |                           |
| Am Sauerbach 1, Mühlental, nordöstlich von Schermcke                                                   | Mühle                     | Schlentermühle                                        | 094 11943          | Baudenkmal     |                           |
| Am See, Bahnhofstraße, Kirchhof, Ringstraße (Karte)                                                    | Stadtbefestigung          | Panneturm                                             | 094 11973          | Baudenkmal     | Stadtbefestigung          |
| Am See 16                                                                                              | Toranlage                 | Toranlage                                             | 094 95835          | Baudenkmal     |                           |
| August-Bebel-Straße 11, 13                                                                             | Villa                     | Villa                                                 | 094 95837          | Baudenkmal     |                           |
| B 246 A (Karte)                                                                                        | Warte                     | Seehäuser Warte                                       | 094 11974          | Baudenkmal     | Weitere Bilder            |
| Breiter Weg 1                                                                                          | Villa                     | Villa                                                 | 094 95840          | Baudenkmal     |                           |
| Breiter Weg 9                                                                                          | Wohnhaus                  | Wohnhaus                                              | 094 95841          | Baudenkmal     |                           |
| Breiter Weg 16, 17, 18                                                                                 | Häusergruppe              | Häusergruppe                                          | 094 95842          | Denkmalbereich |                           |
| Breiter Weg 27                                                                                         | Bauernhof                 | Bauernhof                                             | 094 95845          | Baudenkmal     |                           |
| Breiter Weg 40                                                                                         | Wohnhaus                  | Wohnhaus                                              | 094 95846          | Baudenkmal     |                           |
| Dreilebener Straße 1 (Karte)                                                                           | Villa                     | Villa                                                 | 094 95848          | Baudenkmal     | BW                        |
| Dreilebener Straße 3                                                                                   | Villa                     | Villa                                                 | 094 95849          | Baudenkmal     |                           |
| Friedensplatz (Karte)                                                                                  | Kirche                    |                                                       | 094 11975          | Baudenkmal     | Kirche                    |
| Friedensplatz 8                                                                                        | Postamt                   | Postamt                                               | 094 95855          | Baudenkmal     | Postamt                   |
| Friedensplatz 10                                                                                       | Gasthaus                  | Gasthaus                                              | 094 95856          | Baudenkmal     |                           |
| Friedensplatz 11                                                                                       | Verwaltungsgebäude        | Verwaltungsgebäude                                    | 094 95857          | Baudenkmal     | Verwaltungsgebäude        |
| Friedensplatz 12                                                                                       | Rathaus                   | Rathaus Seehausen                                     | 094 95858          | Baudenkmal     | Rathaus                   |
| Friedensplatz 13                                                                                       | Wohn- und Geschäftshaus   | Wohn- und Geschäftshaus                               | 094 95859          | Baudenkmal     |                           |
| Friedensplatz 14                                                                                       | Wohn- und Geschäftshaus   | Hansehaus                                             | 094 95860          | Baudenkmal     |                           |
| Friedensplatz 18 (Karte)                                                                               | Torturm                   | Schneiderturm                                         | 094 11972          | Baudenkmal     | Torturm                   |
| Friedrich-Engels-Straße 10 (Karte)                                                                     | Schule                    | Karl-Marx-Schule                                      | 094 95861          | Baudenkmal     | BW                        |
| Karl-Liebknecht-Weg 12                                                                                 | Wohnhaus                  | Wohnhaus                                              | 094 95863          | Baudenkmal     |                           |
| Kleine Bergstraße 1                                                                                    | Wohnhaus                  | Wohnhaus                                              | 094 11917          | Baudenkmal     |                           |
| Kleine Planstraße 2                                                                                    | Wohnhaus                  | Wohnhaus                                              | 094 95864          | Baudenkmal     | Wohnhaus                  |
| Mühlenberg 4                                                                                           | Wohnhaus                  | Wohnhaus                                              | 094 95865          | Baudenkmal     |                           |
| Mühlenberg 7                                                                                           | Wegweiser                 | Wegweiser                                             | 094 95866          | Baudenkmal     |                           |
| Rathenaustraße 17                                                                                      | Bauernhof                 | Bauernhof                                             | 094 95878          | Baudenkmal     |                           |
| Schanze 2/3                                                                                            | Häusergruppe              | Häusergruppe                                          | 094 95862          | Denkmalbereich |                           |
| Seeblick (Karte)                                                                                       | Kirche                    | Sankt-Paul-Kirche                                     | 094 11976          | Baudenkmal     | Weitere Bilder            |
| Seestraße 3                                                                                            | Gutshaus                  | Gutshaus                                              | 094 95869          | Baudenkmal     |                           |
| Steinstraße 14 (Karte)                                                                                 | Amtsgericht Seehausen     | Amtsgericht von 1886/87, 2017 als Denkmal ausgewiesen | 107 55019          | Baudenkmal     | BW                        |
| Steinstraße 16 (Karte)                                                                                 | Gasthof                   | Hopfengarten                                          | 094 95872          | Baudenkmal     | BW                        |
| Tartarenberg 8                                                                                         | Wohnhaus                  | Wohnhaus                                              | 094 95874          | Baudenkmal     |                           |
| Tartarenberg 16                                                                                        | Bauernhof                 | Bauernhof Am grauen Tor                               | 094 95875          | Baudenkmal     |                           |
| Tartarenberg 17, 18                                                                                    | Häusergruppe              | Häusergruppe                                          | 094 95876          | Denkmalbereich |                           |
| Tartarenberg 28                                                                                        | Bauernhof                 | Bauernhof, Zum weißen Löwen                           | 094 95877          | Baudenkmal     |                           |
| Wanzlebener Allee                                                                                      | Friedhof                  | Friedhof                                              | 094 11894          | Baudenkmal     |                           |
| Wanzlebener Allee 7                                                                                    | Villa                     | Villa                                                 | 094 95879          | Baudenkmal     |                           |
| Wanzlebener Allee 10a (Karte)                                                                          | Fabrik                    | Fabrik                                                | 094 95881          | Baudenkmal     | BW                        |

### Stadt Frankfurt
| Lage         | Bezeichnung | Beschreibung | Erfassungs- nummer | Ausweisungsart | Bild |
| ------------ | ----------- | ------------ | ------------------ | -------------- | ---- |
| Siedlungsweg | Wegweiser   | Wegweiser    | 094 95489          | Kleindenkmal   |      |

## Ehemalige Kulturdenkmale nach Ortsteilen
Die nachfolgenden Objekte waren ursprünglich ebenfalls denkmalgeschützt oder wurden in der Literatur als Kulturdenkmale geführt. Die Denkmale bestehen heute jedoch nicht mehr, ihre Unterschutzstellung wurde aufgehoben oder sie werden nicht mehr als Denkmale betrachtet.

### Bottmersdorf
| Lage                       | Bezeichnung | Beschreibung | Erfassungs- nummer | Ausweisungsart | Bild |
| -------------------------- | ----------- | --- | ------------------ | -------------- | ---- |
| Dr.-Hübener-Straße 24      | Bauernhof   | | 094 16030          | Baudenkmal     |      |
| Dr.-Hübener-Straße 25      | Bauernhof   | | 094 16031          | Baudenkmal     |      |
| Dr.-Hübener-Straße 27      | Bauernhof   | | 094 16032          | Baudenkmal     |      |
| Dr.-Hübener-Straße 29      | Bauernhof   | | 094 16033          | Baudenkmal     |      |
| Dr.-Hübener-Straße 30      | Wohnhaus    | | 094 16034          | Baudenkmal     |      |
| Dr.-Hübener-Straße 33      | Bauernhof   | | 094 16035          | Baudenkmal     |      |
| Dr.-Hübener-Straße 35      | Bauernhof   | Bauernhof aus der Zeit um 1800, durch Abbrüche von wichtigen Teilen des Hofs ging die Denkmaleigenschaft verloren, im Jahr 2017 erfolgte die Löschung im Denkmalverzeichnis | 094 16036          | Baudenkmal     |      |
| Walther-Rathenau-Straße 15 | Bauernhof   | | 094 16038          | Baudenkmal     |      |

### Dreileben
| Lage                          | Bezeichnung           | Beschreibung | Erfassungs- nummer | Ausweisungsart | Bild |
| ----------------------------- | --------------------- | --- | ------------------ | -------------- | ---- |
| Koordinaten fehlen! Hilf mit. | Bahnhof Dreileben     | | 094 16040          | Baudenkmal     |      |
| Pförtchen 8                   | Bauernhof Pförtchen 8 | Bauernhof Im Jahr 2021 unter Angabe der Kategorie Verfall, Abbruch aus bauordnungsrechtlichen Gründen, ungenehmigte Veränderungen aus dem Denkmalverzeichnis gestrichen. | 094 97536          | Baudenkmal     |      |

### Groß Rodensleben
| Lage            | Bezeichnung | Beschreibung                                                                                           | Erfassungs- nummer | Ausweisungsart | Bild |
| --------------- | ----------- | --- | ------------------ | -------------- | ---- |
| Kirchwinkel 1   | Wohnhaus    | | 094 95389          | Baudenkmal     |      |
| Kummerberg 16   | Bauernhaus  | Nach einem genehmigten Abriss des Hauses wurde es im Jahr 2016 aus dem Denkmalverzeichnis ausgetragen. | 094 97637          | Baudenkmal     |      |
| Lange Straße 10 | Gasthaus    | | 094 97640          | Baudenkmal     |      |
| Lange Straße 11 | Bauernhaus  | | 094 97641          | Baudenkmal     |      |

### Hohendodeleben
| Lage                                              | Bezeichnung  | Beschreibung | Erfassungs- nummer | Ausweisungsart | Bild         |
| ------------------------------------------------- | ------------ | --- | ------------------ | -------------- | ------------ |
| Magdeburger Straße 56                             | Wohnhaus     | | 094 80227          | Baudenkmal     |              |
| Magdeburger Straße 66                             | Wohnhaus     | | 094 80228          | Baudenkmal     |              |
| Magdeburger Straße 71                             | Wohnhaus     | | 094 80230          | Baudenkmal     |              |
| Schmiedebergstraße 15, 17, 19, 22, 23, 24, 25, 26 | Häusergruppe | Häusergruppe Eine Überprüfung ergab die Einschätzung, dass eine besondere Bedeutung der Häusergruppe im Sinne des Denkmalschutzes nicht besteht. Die Häusergruppe wurde daher im Februar 2020 aus dem Denkmalverzeichnis ausgetragen. | 094 80237          | Denkmalbereich | Häusergruppe |

### Klein Germersleben
| Lage          | Bezeichnung | Beschreibung | Erfassungs- nummer | Ausweisungsart | Bild |
| ------------- | ----------- | --- | ------------------ | -------------- | ---- |
| Im Oberdorf 6 | Wohnhaus    | Im Jahr 2018 wurde die Denkmaleigenschaft wegen Verfalls, Abbruchs aus bauordnungsrechtlichen Gründen oder ungenehmigter Veränderungen aberkannt. | 094 96673          | Baudenkmal     |      |

### Remkersleben
| Lage                    | Bezeichnung               | Beschreibung                                               | Erfassungs- nummer | Ausweisungsart | Bild                      |
| ----------------------- | ------------------------- | ---------------------------------------------------------- | ------------------ | -------------- | ------------------------- |
| Alte Dorfstraße (Karte) | Riemannscher Kossäthenhof | Kossäthenhof in Fachwerkbauweise von 1779, 1957 abgerissen |                    | Baudenkmal     | Riemannscher Kossäthenhof |

### Schleibnitz
| Lage                   | Bezeichnung | Beschreibung | Erfassungs- nummer | Ausweisungsart | Bild |
| ---------------------- | ----------- | --- | ------------------ | -------------- | ---- |
| Grete-Walther-Straße 8 | Bauernhaus  | | 107 55005          | Baudenkmal     |      |
| Hauptstraße 29         | Wohnhaus    | Im Jahr 2011 wurde der Abbruch des Hauses genehmigt, der dann bis 2016 auch tatsächlich erfolgte. Im Jahr 2016 wurde es aus dem Denkmalverzeichnis ausgetragen. | 094 95492          | Baudenkmal     |      |

### Stadt Seehausen
| Lage                   | Bezeichnung            | Beschreibung | Erfassungs- nummer | Ausweisungsart | Bild |
| ---------------------- | ---------------------- | --- | ------------------ | -------------- | ---- |
| Alte Bahnhofstraße     | Transformatorenstation | Vor dem Jahr 2013 ohne Genehmigung abgebrochen, 2016 aus dem Denkmalverzeichnis ausgetragen | 094 95839          | Baudenkmal     |      |
| August-Bebel-Straße 8  | Wohn- und Bürogebäude  | 2002 abgerissen, 2016 aus dem Denkmalverzeichnis ausgetragen | 094 95836          | Baudenkmal     |      |
| Breiter Weg 19         | Wohnhaus               | Zweigeschossiges Wohnhaus aus der Mitte des 19. Jahrhunderts, es wurde zu einem unbekannten Zeitpunkt abgerissen. Im Jahr 2017 erfolgte die Löschung aus dem Denkmalverzeichnis.                                                                                      | 094 95843          | Baudenkmal     |      |
| Breiter Weg 25, 26     | Häusergruppe           | Häusergruppe In den 2000er Jahren wurde das Haus Nummer 26 abgerissen. An der Nummer 25 erfolgte eine nicht denkmalgerechte Sanierung, so dass die Denkmaleigenschaft verloren ging. Im Februar 2020 wurde der Denkmalbereich aus dem Denkmalverzeichnis ausgetragen. | 094 95844          | Denkmalbereich |      |
| Breiter Weg 46         | Wohnhaus               | | 094 95847          | Baudenkmal     |      |
| Breitscheidstraße 5, 6 | Häusergruppe           | Häusergruppe aus dem 19. Jahrhundert, nach vielen nicht genehmigten, nicht denkmalgerechten Änderungen gingen die Denkmaleigenschaften verloren. Im Jahr 2017 erfolgte die Löschung aus dem Denkmalverzeichnis.                                                       | 094 95868          | Denkmalbereich |      |
| Dreilebener Straße 20  | Villa                  | Villa Nach Abbruch im Februar 2020 aus dem Denkmalverzeichnis ausgetragen. | 094 95850          | Baudenkmal     |      |
| Steinstraße 1          | Bauernhof              | | 094 95870          | Baudenkmal     |      |
| Steinstraße 23         | Wohnhaus               | | 094 95873          | Baudenkmal     |      |
| Steinstraße 8, 9       | Häusergruppe           | | 094 95871          | Baudenkmal     |      |
| Wanzlebener Allee 10   | Verwaltungsgebäude     | | 094 95880          | Baudenkmal     |      |

### Stadt Wanzleben
| Lage                                                         | Bezeichnung             | Beschreibung | Erfassungs- nummer | Ausweisungsart | Bild                    |
| ------------------------------------------------------------ | ----------------------- | --- | ------------------ | -------------- | ----------------------- |
| An der Bergstraße 10, 10a, Rosmarienbergstraße 8, 8a (Karte) | Ackerbürgerhof          | Ackerbürgerhof Durch einen Teilumbau wurde das Denkmal zerstört und im September 2020 aus dem Denkmalverzeichnis ausgetragen. | 094 95527          | Baudenkmal     | Ackerbürgerhof          |
| Geschwister-Scholl-Platz 1                                   | Gasthof                 | | 094 95501          | Baudenkmal     |                         |
| Karnipstraße 1, Welsches Tor Karnipstraße, Ecke Welsches Tor | Wohnhaus                | | 094 95505          | Baudenkmal     |                         |
| Karnipstraße 11                                              | Wohnhaus                | Zweigeschossiges Wohnhaus aus der ersten Hälfte des 19. Jahrhunderts, durch nicht genehmigte Teilabbrüche wurde das Gebäude schwer beschädigt, woraufhin die Bauordnungsbehörde einen Sicherungsabbruch anordnete. Im Jahr 2017 erfolgte die Löschung des Objekts im Denkmalverzeichnis. | 094 95506          | Baudenkmal     |                         |
| Kleine Gartenstraße 4                                        | Wohnhaus                | | 094 95509          | Baudenkmal     |                         |
| Markt 3                                                      | Gasthof                 | Bördehof | 094 95516          | Baudenkmal     |                         |
| Markt 14 (Karte)                                             | Wohn- und Geschäftshaus | Im Jahr 2018 wurde die Denkmaleigenschaft wegen Verfalls, Abbruchs aus bauordnungsrechtlichen Gründen oder ungenehmigter Veränderungen aberkannt. | 094 95517          | Baudenkmal     | Wohn- und Geschäftshaus |
| Ritterstraße 8                                               | Wohnhaus                | | 094 95523          | Baudenkmal     |                         |
| Welsche Straße 4                                             | Wohnhaus                | | 094 95480          | Baudenkmal     |                         |
| Vor dem Welschen Tor 10                                      | Bauernhof               | Infolge ungenehmigter Baumaßnahmen ging der Denkmalwert des Bauernhofs verloren. 2016 erfolgte die Austragung aus dem Denkmalverzeichnis. | 094 95478          | Baudenkmal     |                         |

### Zuckerdorf Klein Wanzleben
| Lage                                   | Bezeichnung  | Beschreibung | Erfassungs- nummer | Ausweisungsart | Bild     |
| -------------------------------------- | ------------ | --- | ------------------ | -------------- | -------- |
| Lindenallee 26, 27, 28, 29, 30, 31, 32 | Häusergruppe | | 094 16130          | Denkmalbereich |          |
| Magdeburger Landstraße 34, 35 (Karte)  | Wohnhaus     | Wohnhaus, nach Abbruch 2019 aus dem Denkmalverzeichnis ausgetragen. Die Adresse wurde dabei abweichend als Magdeburger Landstraße 35, 37 angegeben. | 094 16136          | Baudenkmal     | Wohnhaus |
| Walbecker Straße 1                     | Wohnhaus     | Wohnhaus Im Februar 2020 aus dem Denkmalverzeichnis ausgetragen.                                                                                    | 094 16126          | Baudenkmal     |          |

## Legende
In den Spalten befinden sich folgende Informationen:
- Lage: Nennt den Straßennamen und wenn vorhanden die Hausnummer des Kulturdenkmals. Die Grundsortierung der Liste erfolgt nach dieser Adresse. Der Link „Karte“ führt zu verschiedenen Kartendarstellungen und nennt die geographischen Koordinaten.
Link zu einem Kartenansichtstool, um Koordinaten zu setzen. In der Kartenansicht sind Baudenkmale ohne Koordinaten mit einem roten bzw. orangen Marker dargestellt und können in der Karte gesetzt werden. Baudenkmale ohne Bild sind mit einem blauen bzw. roten Marker gekennzeichnet, Baudenkmale mit Bild mit einem grünen bzw. orangen Marker.
- Offizielle Bezeichnung: Nennt den Namen, die Bezeichnung oder zumindest die Art des Kulturdenkmals und verlinkt, soweit vorhanden, auf den Artikel zum Objekt.
- Beschreibung: Nennt bauliche und geschichtliche Einzelheiten des Kulturdenkmals, vorzugsweise die Denkmaleigenschaften.
- Erfassungsnummer: Für jedes Kulturdenkmal wird in Sachsen-Anhalt eine 20stellige Erfassungsnummer vergeben. Die letzten zwölf Ziffern werden für die Untergliederung nach Teilobjekten genutzt und werden nur angegeben, soweit vergeben. In dieser Spalte kann sich folgendes Icon  befinden, dies führt zu Angaben zu diesem Baudenkmal bei Wikidata.
- Ausweisungsart: Die Einordnung des Denkmales nach § 2 Abs. 2 DenkmSchG LSA
- Bild: Ein Bild des Denkmales, und gegebenenfalls einen Link zu weiteren Fotos des Kulturdenkmals im Medienarchiv Wikimedia Commons. Wenn man auf das Kamerasymbol klickt, können Fotos zu Kulturdenkmalen aus dieser Liste hochgeladen werden: